# ارتش اتحادیه

پرچم ایالات متحده از ۱۸۶۳ تا قبل از ۱۸۶۵

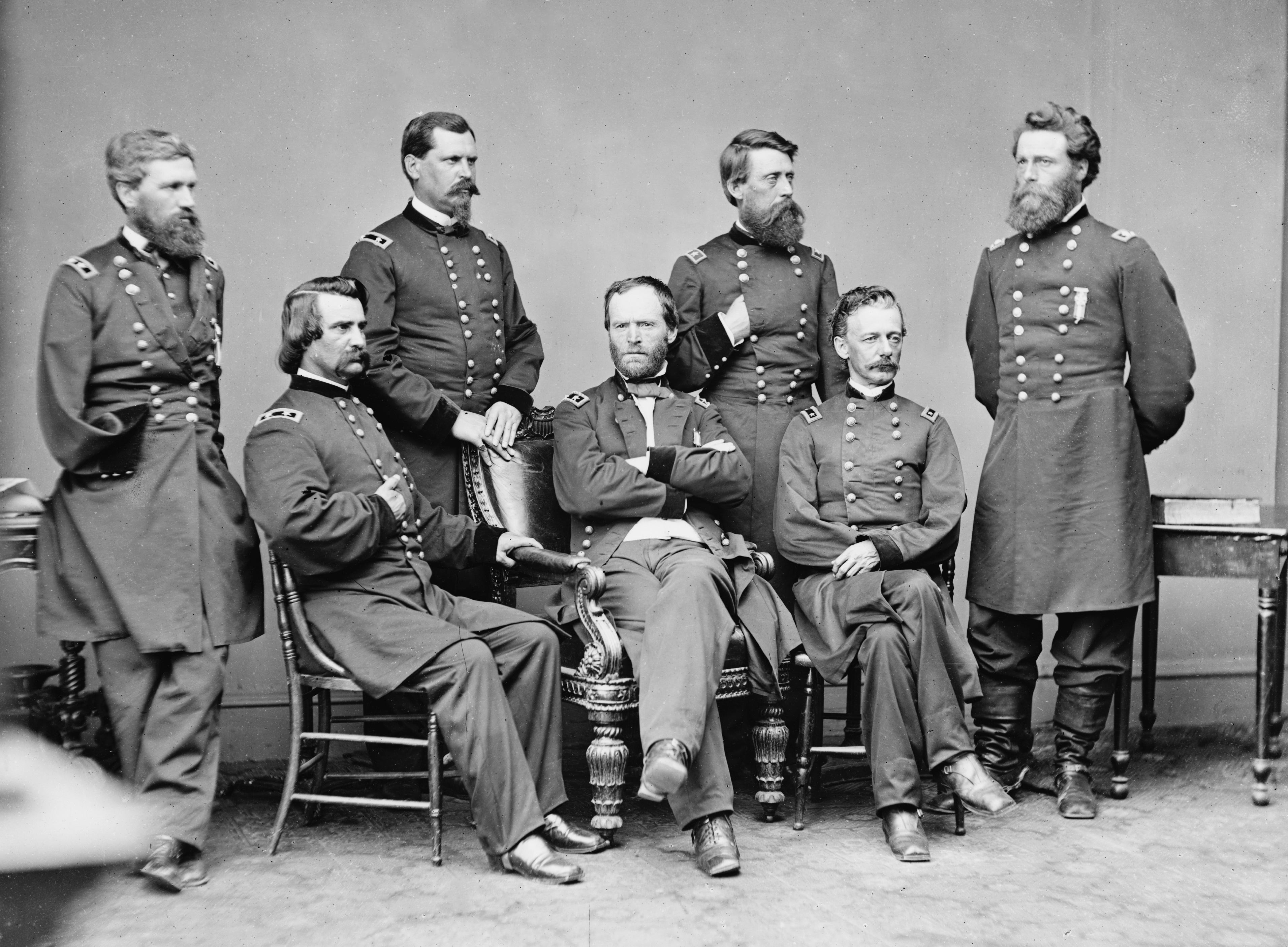
ژنرال‌های ستاد ارتشِ اتحادیه در جنگ داخلی آمریکا. ژنرال ویلیام شرمن، نشسته بر روی صندلی دسته‌دار.

ارتش اتحادیه (انگلیسی: Union Army) یک ارتش و نیروی زمینی بود که مبارزه برای اتحادیه در زمان جنگ داخلی آمریکا مهم‌ترین هدف تشکیل آن بود. جنگ‌هایی که از سال ۱۸۶۱ تا ۱۸۶۵ به طول انجامید. در ابتدا یک بخش کوچک از نیروی زمینی ایالات متحده آمریکا معروف به ارتش منظم ایالات متحده بود که به سرعت توسط تعدادی از واحدهای اضافه شده از شمال معروف به داوطلبان ارتش ایالات متحده دارای اهمیت ویژه و تعیین‌کننده در جنگ گردید.
پایان جنگ‌های داخلی آمریکا در ۹ مه ۱۸۶۵ برای ارتش اتحادیه ۳۶۰ هزار کشته و ۲۸۰ هزار زخمی و مجروح بر جای گذاشت هر چند مورخین تاریخ جنگ‌های داخلی این ارقام را خیلی دقیق به حساب نمی‌آورند اما امروزه به عنوان آمار مشخص شده قابل استناد است.